# Макленнан, Кит
Кит Макле́ннан (англ. Keith MacLennan; род. 15 июля 1981, Питлохри, Перт-энд-Кинросс) — шотландский кёрлингист и тренер по кёрлингу.
В составе смешанной парной сборной Шотландии участник чемпионата мира 2009 (заняли девятое место). Чемпион Шотландии среди смешанных пар. В составе мужской юниорской сборной Шотландии участник чемпионата мира 2003 (заняли пятое место). Чемпион Шотландии среди юниоров.
В «классическом» кёрлинге играл на позиции четвёртого. Скип команды.

## Достижения
- Чемпионат Шотландии по кёрлингу среди смешанных пар: золото (2009).
- Чемпионат Шотландии по кёрлингу среди юниоров: золото (2003).

## Команды
| Сезон                                               | Четвёртый      | Третий          | Второй          | Первый         | Запасной                                      | Турниры                         |
| --------------------------------------------------- | -------------- | --------------- | --------------- | -------------- | --------------------------------------------- | ------------------------------- |
| 2002—03                                             | Кит Макленнан  | Bryan Greenock  | David Robertson | David Soutar   | Kenny Edwards (ЧМЮ) тренер: Том Пендрей (ЧМЮ) | ЧШЮ 2003 · ЧМЮ 2003 (5 место)   |
| 2005—06                                             | Кит Макленнан  | Bryan Greenock  | Kenny Edwards   | David Soutar   |                                               |                                 |
| 2006—07                                             | Кит Макленнан  | David Soutar    | David Robertson | Kenny Campbell | Bryan Greenock                                |                                 |
| 2008—09                                             | Кит Макленнан  | Iain Stobo      | David Robertson | David Soutar   |                                               |                                 |
| 2009—10                                             | Кит Макленнан  | Iain Stobo      | David Robertson | Stuart Pirnie  |                                               |                                 |
| 2011—12                                             | Кит Макленнан  | David Robertson | Kenny Campbell  |                |                                               |                                 |
| Кёрлинг среди смешанных пар (mixed doubles curling) |                |                 |                 |                |                                               |                                 |
| 2008—09                                             | Виктория Слоун | Кит Макленнан   |                 |                |                                               | ЧШСП 2009 · ЧМСП 2009 (9 место) |

(скипы выделены полужирным шрифтом)

## Результаты как тренера национальных сборных
| Год  | Турнир                                       | Сборная             | Место |
| ---- | -------------------------------------------- | ------------------- | ----- |
| 2014 | Чемпионат мира по кёрлингу среди женщин 2014 | Шотландия (женщины) | 11    |